# Бомилькар (суффет)
Бомилькар (III век до н. э.) — карфагенский политический деятель.
Бомилькар был отцом Ганнона, военачальника в армии Ганнибала во время его похода в Италию. Вероятно, именно этот Бомилькар был одним из суффетов Карфагена и председательствовал на том заседании карфагенского сената, которое санкционировало начало Второй Пунической войны.